# 伊芙·缪尔黑德
伊芙·缪尔黑德（英語：Eve Muirhead，1990年4月22日—），苏格兰女子冰壶运动员。她曾代表英国参加2010年、2014年、2018年和2022年冬季奥林匹克运动会冰壶比赛，获得一枚金牌和一枚铜牌。2022年8月宣布退役。